# فرانک بانکر گیلبرث
فرانک بانکر گیلبرث (به انگلیسی: Frank Bunker Gilbreth Sr.) نظریه‌پرداز و مهندس صنایع اهل آمریکا بود، که با مشارکت همسرش لیلین مولر گیلبرث، از متخصصان بهره‌وری محسوب می شدند و در مطالعه روان‌شناسی صنعتی در رشته‌هایی همچون مطالعه زمان و حرکت و ارگونومی مشارکت داشتند.